# Station Grzegorzewo
Station Grzegorzewo is een spoorwegstation in de Poolse plaats Grzegorzewo.